# Тробиоло (Бреша)
Тробиоло је насеље у Италији у округу Бреша, региону Ломбардија.
Према процени из 2011. у насељу је живело 248 становника. Насеље се налази на надморској висини од 161 м.